# Marty, vita di un timido
Marty, vita di un timido (Marty) è un film del 1955, diretto da Delbert Mann, vincitore del Premio Oscar come miglior film e della Palma d'oro all'8º Festival di Cannes.

## Trama
New York, anni cinquanta, Marty Piletti è un italo-americano di famiglia abruzzese, che lavora in una macelleria nel Bronx e vive ancora in casa con la madre. I componenti della numerosa famiglia Piletti sono tutti sposati e la signora Teresa, vedova da quando Marty era ancora adolescente, è rimasta da sola nella sua casa con l'unico figlio ancora celibe.
Marty è conosciuto in tutto il quartiere come un bravo ragazzo, educato, generoso e disponibile con tutti, ma che vive con crescente preoccupazione il suo stato di scapolo. Il suo giro di amici è poco attivo, fa sempre le stesse cose, raramente può proporre qualcosa di interessante. In particolare Angelo, il miglior amico di Marty, è un tipo estremamente indeciso e svogliato, che alterna momenti in cui insiste per andare in giro per trovare nuove amicizie femminili ad altri in cui si dimostra oltremodo pigro. A 34 anni appena compiuti, Marty si è ormai quasi rassegnato al celibato, nonostante molti, compresa la madre, lo spingano a farsi una famiglia. Una sera Angelo e Marty vanno a ballare: mentre l'amico ottiene un ballo, Marty viene avvicinato da un uomo che gli propone, per 5 dollari, di fare compagnia a Clara, una ragazza con cui gli avevano procurato un appuntamento "alla cieca", ma che adesso egli vuole scaricare. Marty rifiuta, ma poco dopo avvicina la ragazza che, piangente per il trattamento ricevuto, sta per andarsene dal locale. Marty stringe così amicizia con Clara, una ventinovenne insegnante di scuola, non molto attraente, con la quale va però molto d'accordo. I due passano una splendida sera insieme, parlando e raccontandosi delle loro vite. Poi Marty porta la ragazza a casa, e qui le confessa di essere attratto da lei: Clara è esitante, ma non respinge Marty e si trova molto a suo agio con lui.
L'indomani la zia di Marty, Caterina, va a vivere con Marty e sua madre. La zia avverte sua madre che Marty presto si sposerà e la metterà da parte. Temendo che la storia d'amore di Marty possa significare il suo abbandono, sua madre sminuisce Clara. Gli amici di Marty, con un sottofondo di invidia, deridono Clara per la sua semplicità e cercano di convincerlo a dimenticarla e a restare con loro, celibe. Quella notte, di nuovo nella solita routine, Marty si rende conto che sta rinunciando a una donna che non solo gli piace, ma che lo rende felice. Nonostante le obiezioni dei suoi amici, si precipita in una cabina telefonica per chiamare Clara, che sta guardando sconsolata la televisione con i suoi genitori.

## Premi e riconoscimenti
- 1956 - Premio Oscar
  - Miglior film a Harold Hecht
  - Migliore regia a Delbert Mann
  - Miglior attore protagonista a Ernest Borgnine
  - Migliore sceneggiatura non originale a Paddy Chayefsky
  - Candidatura Miglior attore non protagonista a Joe Mantell
  - Candidatura Miglior attrice non protagonista a Betsy Blair
  - Candidatura Migliore fotografia a Joseph LaShelle
  - Candidatura Migliore scenografia a Ted Haworth, Walter M. Simonds, Robert Priestley
- 1956 - Golden Globe
  - Miglior attore in un film drammatico a Ernest Borgnine
- 1955 - Premio BAFTA
  - Miglior attore protagonista a Ernest Borgnine
  - Miglior attrice protagonista a Betsy Blair
  - Candidatura Miglior film

- 1955 - Festival di Cannes
  - Palma d'oro a Delbert Mann
  - OCIC Award a Delbert Mann
- 1955 - National Board of Review Award
  - Miglior film
  - Miglior attore protagonista a Ernest Borgnine
- 1955 - New York Film Critics Circle Award
  - Miglior film
  - Miglior attore protagonista a Ernest Borgnine
- 1956 - Bodil Award
  - Miglior film a Delbert Mann
- 1956 - Directors Guild of America
  - Migliore regia a Delbert Mann e Paul Helmick (Assistente Regista)
- 1956 - Writers Guild of America
  - Migliore sceneggiatura a Paddy Chayefsky

Nel 1994 è stato scelto per la conservazione nel National Film Registry della Biblioteca del Congresso degli Stati Uniti.

## Accoglienza
Dopo l'uscita le recensioni del film furono largamente positive, tra cui quelle di Ronald Holloway (Variety) e di Time. Louella Parsons gradì il film ma espresse dei dubbi sulle sue candidature all'Oscar. A fronte di un budget di 343.000 dollari, la pellicola al botteghino ottenne un notevole risultato incassando 3.000.000 di dollari nei soli Stati Uniti.

## Curiosità
- La pellicola ha ispirato un albo di Dylan Dog (personaggio a fumetti ideato da Tiziano Sclavi ed edito dalla Sergio Bonelli Editore), esattamente il numero 244 della serie regolare, intitolato, appunto, Marty. Sempre in un albo di Dylan Dog, intitolato I delitti della mantide e numero 71 della serie, uno dei personaggi citati si chiama proprio Marty Piletti, uno scapolo timido e solo che vive con madre e zia. La RAI mise inoltre in onda una pièce teatrale, dove il ruolo del protagonista era interpretato da Renzo Palmer.